# جون تايلور (سياسي أمريكي، مواليد 1836)
جون تايلور (بالإنجليزية: John Taylor)‏ هو سياسي أمريكي، ولد في 6 أكتوبر 1836، وتوفي في 10 فبراير 1909. انتخب عضو مجلس ولاية نيوجيرسي.